# Daphnia magna
Daphnia magna es una especie de crustáceo planctónico del suborden de los cladóceros que de adulto mide hasta 5 o 6 mm. Como a otras especies del género Daphnia, se la conoce como pulga de agua, aunque no tiene nada que ver con las pulgas. Se alimenta de fitoplancton y habita en una gran variedad de aguas continentales, desde cenagales hasta aguas de deshielo o incluso aguas salobres, aunque preferiblemente en masas de agua pequeñas sin peces para evitar ser predadas, y se distribuye ampliamente por el hemisferio norte, así como en Sudáfrica.
Daphnia magna ha sido objeto de investigaciones científicas desde el siglo XVIII, y su estudio genera cada año numerosos artículos científicos. Se usa en estudios sobre ecología y limnología, evolución y ecotoxicología; es además muy popular en acuicultura y acuariofilia como alimento para peces.

## Descripción
Las hembras de Daphnia magna alcanzan hasta 5 o 6 mm de longitud, siendo los machos más pequeños, de tan sólo 2 mm; por tanto, es de las especies más grandes del género Daphnia. Su cuerpo está protegido por un caparazón traslúcido de quitina. Presenta una abertura central y cinco pares de extremidades torácicas que sirven para el proceso de filtrado. El intestino tiene forma de gancho y cuenta con dos ciegos. La cabeza tiene dos antenas y un gran ojo compuesto.
Las hembras adultas pueden distinguirse de otras especies similares, como D. pulex, por la ausencia de una estructura en forma de peine en la garra abdominal y la presencia de dos peines en el pleon o abdomen. Los machos son menores que las hembras, pero sus antes son más grandes, lo que ayuda a distinguirlos de las hembras pequeñas. 

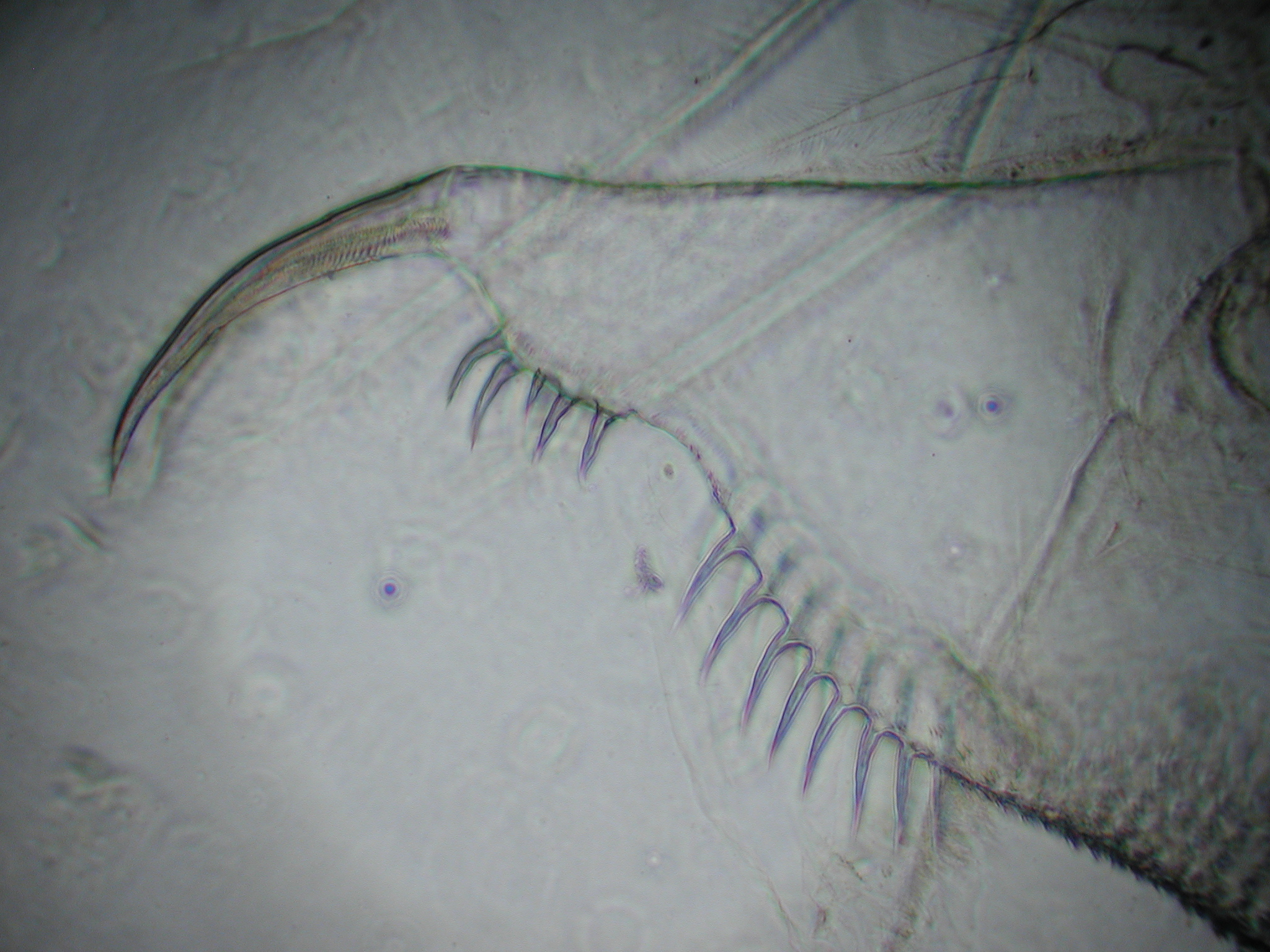
Abdomen con la garra abdominal de una hembra: los dos peines con un hueco en el margen posterior profundamente mellado son diagnósticos de la especie.

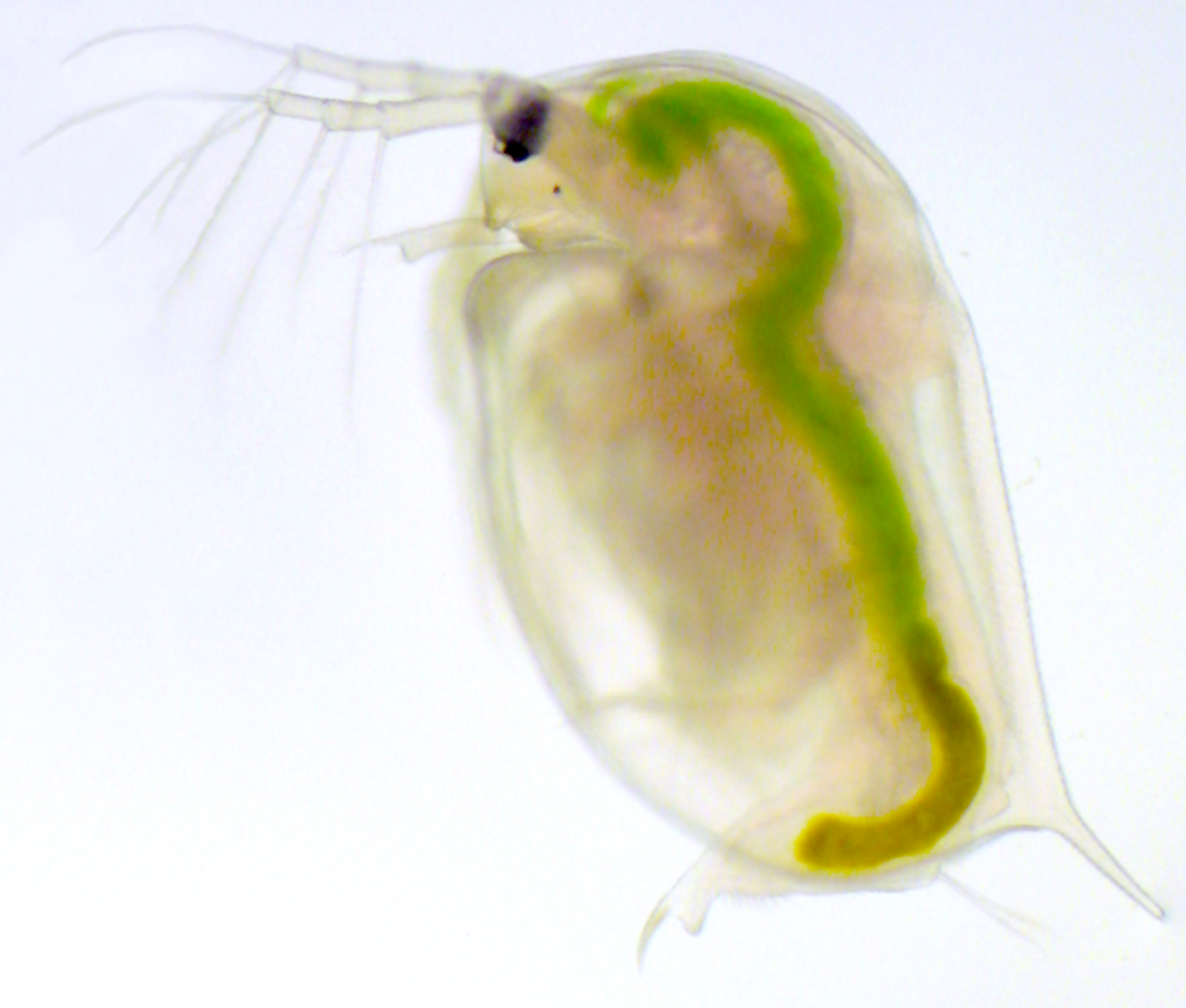
Macho adulto en el que se aprecian su antena.